# 난창 지하철
난창 지하철(중국어 간체자: 南昌地铁, 정체자: 南昌地鐵)은 중화인민공화국 장시성 난창시의 도시 철도이다.

## 노선
- 난창 지하철 1호선
- 난창 지하철 2호선

## 같이 보기
- 지하철 목록